# La última siembra
La última siembra es una película coproducción de Argentina y España filmada en colores dirigida por Miguel Pereira sobre su propio guion su cuento Los humildes, que se estrenó el 13 de junio de 1991 y que tuvo como actores principales a Patricio Contreras, Leonor Manso, Mario Pasik e Inés Estévez.

## Sinopsis
Cuando en una estancia de Jujuy, un minero colla se enfrenta con el capataz, el hijo del dueño intenta arreglar los problemas.

## Reparto
- Patricio Contreras
- Leonor Manso
- Mario Pasik
- Gonzalo Morales
- Antonio Paleari
- Alberto Benegas
- Inés Estévez
- Aroldo Adel Lemos
- Edmundo Asfora
- Benito Cruz
- Alberto Guerra
- Eduardo Bidondo
- Alfredo Hockins
- Rubén Valdivieso
- Horacio Cruz

## Premio
En el Festival Internacional de Cine de Tokio de 1991 la película ganó el Premio de Bronce conjuntamente con Himmel oder Hölle (1990) y La prueba (1991).

## Comentarios
María Núñez en Página 12 escribió:

«Pereyra enmarcó los conflictos sociales y generacionales de la historia en el imponente paisaje de su provincia natal…le dio categoría de personaje…lo realizó fotográficamente con juegos que de distintas maneras le aportan algo único.»

Marcelo Zapata en Ámbito Financiero escribió:

«Además de ser una buena película…significó en la cinematografía nacional una saludable ruptura con una producción sofocanyemente centralista, asediada no sólo por la monotonía de temas sino también por una uniformidad visual de tediosa inspiración televisiva.»

Claudio España en La Nación opinó:

«Sentimiento y espíritu norteño con vuelo poético.»

Manrupe y Portela escriben:

«Después de La deuda interna Pereira realizó esta previsible historia, filmada aceptablemente aunque sin demasiado vuelo.»